# Vladimír Príkazský
Vladimír Príkazský (30. června 1935 Praha – 12. května 2021) byl český novinář a politik slovenské národnosti, za normalizace disident a signatář Charty 77, v roce 1990 československý ministr bez portfeje.

## Biografie
Vystudoval gymnázium ve Skalici. Humanitní obor na vysoké škole nemohl z politických důvodů studovat, protože byl vzdáleným příbuzným Vladimíra Clementise. Absolvoval dva roky na stavební fakultě, následně absolvoval základní vojenskou službu a vyučil se horníkem. Psal pro Československý rozhlas, kam v roce 1958 nastoupil do redakce vysílání pro děti a mládež v Praze. Podílel se na rozhlasových pořadech Pionýrská jitřenka a Mikrofórum. Je autorem několika rozhlasových her pro děti a televizních inscenací. Absolvoval Fakultu osvěty a novinářství Univerzity Karlovy. V lednu 1969 se podílel na zpravodajském pokrytí událostí okolo smrti Jana Palacha. Byl členem KSČ, ale za normalizace z ní byl vyloučen a musel opustit svou profesi. Následoval i zákaz publikování a do roku 1989 pracoval jako řidič stavebních strojů v podniku Státní rybářství. Byl mezi prvními signatáři Charty 77. Publikoval samizdat. V podniku Státní rybářství Praha totiž pracovalo několik dalších politicky pronásledovaných (Věněk Šilhán, Rudolf Zukal aj.), kteří se postupně dohodli na vydávání neoficiálního sborníku Ekonomická revue. Na přelomu 70. a 80. let působil jako její výkonný redaktor.
Do profesního i veřejného života se vrátil krátce po sametové revoluci. V lednu 1990 se stal ředitelem vydavatelství a nakladatelství Lidových novin v Praze. 13. února 1990 byl jmenován ministrem bez portfeje ve vládě Mariána Čalfy. Portfolio si udržel do konce existence vlády, tedy do 27. června 1990.
V Českém rozhlase (na stanici 2 – Praha – Dvojka) spoluvytvářel od 1. května 1997 cyklus vzpomínek Jiřího Anderleho Láska za lásku. Cyklus se těší do dnes značně popularitě (dodnes – květen 2021 je každý týden reprízován), byl několikrát vydán na CD a vzniklo i několik knih.